# Tom Hagen
Tom Hagen est un personnage de fiction dans le roman Le Parrain, joué par Robert Duvall dans les films Le Parrain 1 et Le Parrain 2, réalisés par Francis Ford Coppola. Il est le fils adoptif de Vito Corleone.

## Biographie
Tom Hagen est né en 1915 d'origine germano-irlandaise, issu d'un milieu modeste. Son père est charpentier, honnête mais porté sur l'alcool. C'est une connaissance d'enfance de Sonny Corleone. Anémique et malade, sa mère meurt quelques mois après être devenue aveugle à la suite d'une maladie oculaire ; à la suite de quoi son père est tué par les caporegimes Clemenza et Tessio de Vito Corleone, Sonny, 11 ans observe de loin la scène. Subséquemment, Tom vit dans la rue et ses yeux deviennent malades. Il est découvert assis sur le trottoir par Sonny qui l’amène chez lui et l'impose dans la famille Corleone. Don Vito Corleone laisse cet enfant vivre chez lui, fait soigner ses yeux et le prend en charge. Tom Hagen poursuit des études de droit et se destine au métier d'avocat. À la fin de ses études, il se marie et fonde une famille avec une italienne du New Jersey, Theresa, une spécialiste en art et nantie d'un diplôme universitaire, une rareté à l'époque. Après le mariage, Tom fait part à Don Corleone de son désir de travailler pour ce dernier. À la suite de ses études Don Vito enjoint à Tom de travailler pendant trois ans dans un cabinet d'avocats spécialisés dans le droit criminel, un emploi pour lequel Tom se révèle exceptionnellement doué ; à cette époque Tom connaît une partie des activités illégales des Corleone mais pas toute la puissance de la famille, une semi-ignorance qui perdure jusqu'à la maladie de Genco Abbandando, consigliere des Corleone. Don Vito nomme alors Tom "vice-consigliere" ; cette nomination d'un germano-irlandais  provoque des remous dans le milieu mafieux, scandalisant les familles siciliennes rivales des Corleone car ce poste si élevé est de longue tradition toujours confié à un sicilien de pure souche né sous la loi de l'omerta. La famille Corleone est surnommée par dérision la « bande des Irlandais ». À la mort d'Abbandando, Don Vito confie le même jour à Tom le titre de consigliere.
Ami d'enfance de Sonny, il entretient en revanche des rapports moins chaleureux avec Michael, qui ne l'a jamais vraiment considéré comme un frère. Michael exclut Tom du poste de consigliere lors du retrait de Don Vito, et lui confère le rôle d'avocat dans les affaires légales de la famille à Las Vegas. C'est pourtant à lui que Michael confère la responsabilité de la famille lorsqu'il part enquêter sur la tentative d'assassinat qui a eu lieu contre lui. Il avoue à Tom l'avoir toujours admiré et ne pas faire confiance à Fredo, jugé trop faible et incapable de diriger la famille.
D'un caractère plutôt calme, sérieux dans son travail, il joue un rôle de modération dans la famille. Il ne participe jamais aux actes de violence, mais il est souvent envoyé négocier pour la famille Corleone (dans Le Parrain 1 il tente de convaincre Jack Woltz d'accepter d'engager pour un rôle Johnny Fontane, filleul de Don Vito), ou régler des situations difficiles (dans le Parrain 2, il rassure le sénateur Geary après la mort accidentelle lors d'un jeu érotique d'une prostituée dans une maison close de la famille et pousse au suicide Frank Pentangeli à la fin du film).
Dans le Parrain 3, Tom Hagen est mort et son fils Andrew est un prêtre catholique en poste au Vatican.

## Sources
- Mario Puzo (trad. de l'anglais par Jean Perrier), Le Parrain [« The Godfather »] [« Le Parrain »], Robert Laffont, coll. « Livre de Poche », 1968